# Valentín Gutiérrez de Miguel
Valentín Gutiérrez de Miguel (Jaén, 1891 - Madrid, 1975) va ser un periodista espanyol.

## Biografia
Nascut a Jaén en 1891, des de jovenet es va dedicar al periodisme. Va treballar com a redactor per al diari La Voz de Madrid des de 1918, ingressant també en l'Associació de la Premsa de Madrid en aquest mateix any. Posteriorment treballaria per a El Sol i El Socialista. Va ingressar en la Agrupació Socialista de Madrid en 1932.
Després de l'esclat de la Guerra civil va ingressar a l'Exèrcit Popular, i arribaria a ser comandant de la 112a Brigada Mixta, i, posteriorment, de la 65a Divisió. Al capdavant de la seva unitat va tenir un paper important durant els primers moments del Cop de Casado, al març de 1939. Poc després va ser nomenat comandant del IX Cos d'Exèrcit, que cobria el front d'Andalusia. Va ser detingut després del final de la contesa va ser detingut, jutjat i condemnat a mort.
Finalment, després de romandre alguns mesos a la presó, va ser indultat i temps després sortiria en llibertat condicional.

## Obres
- 1930 - La revolución argentina: relato de un testigo presencial.[9] Madrid: CIAP.